# Dicastero per il dialogo interreligioso
Il Dicastero per il dialogo interreligioso (in latino Dicasterium pro dialogo inter religiones) è uno dei 16 dicasteri della Curia romana.

## Storia
Nella domenica di Pentecoste del 1964, con la lettera apostolica Progrediente Concilio, papa Paolo VI istituì uno speciale dicastero della Curia romana per le relazioni con persone di altre religioni. Conosciuto inizialmente con il nome di "Segretariato per i non cristiani", nel 1988, in seguito alla riforma della Curia romana attuata da papa Giovanni Paolo II con la Pastor Bonus, ebbe il nuovo nome di Pontificio consiglio per il dialogo interreligioso (sigla PCDI).
Con la costituzione apostolica Praedicate evangelium, promulgata il 19 marzo 2022 da papa Francesco, il pontificio consiglio ha mutato nome in "Dicastero per il dialogo interreligioso".

## Natura e scopi del dicastero
L'ambito di competenza del dicastero è definito dagli articoli 147-152 della Praedicate evangelium.
Il dicastero per il dialogo interreligioso ha come finalità la promozione del dialogo interreligioso, in adesione allo spirito del Concilio Vaticano II, in particolare della dichiarazione Nostra aetate (NA).
Ad esso sono correlati i seguenti compiti:
- promuovere la mutua comprensione, il rispetto e la collaborazione fra i cattolici e i seguaci di altre tradizioni religiose;
- incoraggiare lo studio delle religioni;
- promuovere la formazione di persone votate al dialogo.

Il dicastero non ha responsabilità nel campo delle relazioni tra i cristiani e gli ebrei. Queste sono di competenza della Commissione per i rapporti religiosi con l'ebraismo, istituita presso il Dicastero per la promozione dell'unità dei cristiani.

## Metodologia del dicastero
1. Il dialogo è impostato su un sistema di duplice comunicazione. Esso implica il parlare e l'ascoltare, il dare e il ricevere, per il mutuo sviluppo e arricchimento. Si tratta di un dialogo che è testimonianza della propria fede ma, nello stesso tempo, un'apertura verso quella degli altri. Non è un tradimento della missione della Chiesa, e neppure un nuovo metodo di conversione alla cristianità.

Tutto ciò è stato chiaramente stabilito nella lettera enciclica Redemptoris Missio di papa Giovanni Paolo II. Al tempo stesso, tale veduta fu manifestata in due documenti pubblicati dal consiglio: L'atteggiamento della Chiesa cattolica di fronte ai seguaci di altre religioni, riflessioni e orientamenti di dialogo e missione (del 1984), e Dialogo e annuncio (del 1991), quest'ultimo congiuntamente con la Congregazione per l'evangelizzazione dei popoli.
1. Sebbene il Pontificio consiglio sia l'ufficio centrale per il dialogo nella Chiesa cattolica, tale dialogo è condotto principalmente mediante le Chiese locali. Molte Chiese locali hanno delle commissioni per il dialogo, a livello regionale e nazionale. Il PCDI opera in stretta collaborazione con tali commissioni, incoraggiandone la formazione dove ancora non esistono.

1. La dimensione ecumenica del dialogo interreligioso è tenuta in considerazione. Il consiglio mantiene rapporti costanti con il corrispondente ufficio del Consiglio mondiale delle Chiese.

1. Il PCDI limita la sua opera nell'ambito delle questioni religiose. La sua competenza non si estende alle questioni sociopolitiche. La Curia romana ha vari dicasteri, con specifiche competetenze. Questioni particolari vengono discusse nelle riunioni inter-dicasteriali.

## Struttura del dicastero
- Corpo direttivo: è composto dai membri del consiglio, circa 30 cardinali e vescovi, provenienti da differenti parti del mondo. Ogni due o tre anni, viene convocata l'assemblea plenaria, per discutere importanti materie e per stabilire gli orientamenti per il lavoro del consiglio.
- Corpo consultore: il consiglio ha circa 50 consiglieri, denominati consultori, specialisti di studi religiosi o nella pratica del dialogo religioso, residenti in tutti i continenti. Essi assistono il dicastero mediante le loro ricerche, informazioni e pareri. Periodicamente, viene convocata la riunione dei consultori, solitamente a livello continentale.
- Corpo esecutivo: è costituito dal personale permanente in Roma, e cioè: il presidente, il segretario, il sottosegretario, l'ufficiale per l'Islam, per l'Africa, per l'Asia, quello per i nuovi movimenti religiosi, e altri assistenti amministrativi e tecnici.

## Attività del dicastero
- Accoglienza ai visitatori: il consiglio riceve molte visite da parte di rappresentanti del mondo religioso. Essi vengono invitati a dialogare con il personale del dicastero. A volte, si facilitano udienze con il papa. Inoltre, si effettuano incontri con i vescovi che giungono a Roma, in occasione della loro quinquennale visita "ad limina", e con altri gruppi di visitatori.
- Visite: il presidente ed il segretario effettuano visite presso le Chiese locali, al fine di conoscere più direttamente le situazioni locali ed incoraggiare forme di dialogo. In tali occasioni, essi incontrano i rappresentanti di altre religioni e varie istituzioni al fine di meglio promuovere comprensione e collaborazione.
- Riunioni: il consiglio organizza riunioni, o più frequentemente partecipa agli incontri promossi da altri enti, a livello regionale, nazionale o internazionale. Queste riunioni possono essere bilaterali o multilaterali.
- Pubblicazioni: sono stati pubblicati libri e opuscoli in merito ai differenti aspetti del dialogo interreligioso (ricordiamo a tal proposito " le dialogue interreligieux dans l'ensignement officiel de l'eglise catholique"; il consiglio normalmente pubblica gli atti dei convegni che organizza. Dal 1995 viene pubblicato un elenco di organismi per il dialogo interreligioso (Interreligious Dialogue Directory). Inoltre, è pubblicato regolarmente tre volte l'anno il bollettino Pro dialogo contenente documenti della Chiesa sul dialogo, articoli vari, e informazioni relative all'attività di dialogo nel mondo.

## Commissione per i rapporti con i musulmani
Nel Pontificio consiglio esiste una speciale commissione per le relazioni con i musulmani. Questa è composta dal presidente, dal vicepresidente e dal segretario, e comprende un piccolo gruppo di otto consultori. Essa si occupa di studiare i vari aspetti delle relazioni tra cristiani e musulmani.

## Fondazione"Nostra Aetate"
Il PCDI ha istituito una fondazione, la quale si propone di promuovere il dialogo, specialmente accordando borse di studio a studiosi di altre religioni che desiderano studiare la religione cristiana.

## Cronotassi

### Prefetti
- Cardinale Paolo Marella (19 maggio 1964 - 26 febbraio 1973 ritirato)
- Cardinale Sergio Pignedoli (6 marzo 1973 - 15 giugno 1980 deceduto)
  - Arcivescovo Jean Jadot (27 giugno 1980 - 8 aprile 1984 ritirato) (pro-presidente)
  - Cardinale Francis Arinze (8 aprile 1984 - 27 maggio 1985 nominato presidente del medesimo dicastero) (pro-presidente)
- Cardinale Francis Arinze (27 maggio 1985 - 1º ottobre 2002 nominato prefetto della Congregazione per il culto divino e la disciplina dei sacramenti)
- Arcivescovo Michael Louis Fitzgerald, M.Afr. (1º ottobre 2002 - 15 febbraio 2006 nominato nunzio apostolico in Egitto)
- Cardinale Paul Poupard (11 marzo 2006 - 25 giugno 2007 ritirato)
- Cardinale Jean-Louis Tauran (25 giugno 2007 - 5 luglio 2018 deceduto)
- Cardinale Miguel Ángel Ayuso Guixot, M.C.C.I. (25 maggio 2019 - 25 novembre 2024 deceduto)
- Cardinale George Jacob Koovakad, dal 24 gennaio 2025

### Segretari
- Presbitero Pierre Humbertclaude, S.M. (1964 - 1973 dimesso)
- Presbitero Pietro Rossano (1973 - 7 dicembre 1982 nominato vescovo ausiliare di Roma e rettore della Pontificia Università Lateranense)
- Presbitero Marcello Zago, O.M.I. (1983 - 1986 dimesso)
- Arcivescovo Michael Louis Fitzgerald, M.Afr. (22 gennaio 1987 - 1º ottobre 2002 nominato presidente del medesimo dicastero)
- Arcivescovo Pier Luigi Celata (14 novembre 2002 - 30 giugno 2012 ritirato)
- Vescovo Miguel Ángel Ayuso Guixot, M.C.C.I. (30 giugno 2012 - 25 maggio 2019 nominato presidente del medesimo dicastero)
- Monsignore Indunil Janakaratne Kodithuwakku Kankanamalage, dal 3 luglio 2019

### Sottosegretari
- Presbitero Joseph Cuoq, M.Afr. (1965 - 1969 dimesso)
- Presbitero Pietro Rossano (1966 - 1973 nominato segretario del medesimo dicastero)
- Presbitero John Bosco Masayuki Shirieda, S.D.B. (1974 - 1999 dimesso)
- Monsignore Felix Anthony Machado (1999 - 16 gennaio 2008 nominato arcivescovo-vescovo di Nashik)
- Monsignore Andrew Thanya-anan Vissanu (21 giugno 2008 - 2012 dimesso)
- Monsignore Indunil Janakaratne Kodithuwakku Kankanamalage (12 giugno 2012 - 3 luglio 2019 nominato segretario del medesimo dicastero)
- Presbitero Paulin Batairwa Kubuya, S.X., dall'11 novembre 2019